# 小行星801
小行星801（801 Helwerthia）是一颗围绕太阳公转的小行星。1915年3月20日，馬克斯·沃夫在海德堡描述了此天体。
該小行星以沃夫的母親伊莉莎·海爾沃斯-沃夫（Elise Helwerth–Wolf）命名。
这颗小行星的绝对星等为11.55等。該小行星的位置與司法星族的小行星相當接近，但組成成分不同，因此不被認為是該族小行星的成員。它的直徑33公里，表面反照率大約是0.038。

## 相关條目
- 小行星列表/1-1000

## 外部連結
- Asteroid Lightcurve Database (LCDB) （页面存档备份，存于）, query form (info （页面存档备份，存于）)
- Dictionary of Minor Planet Names, Google books
- Discovery Circumstances: Numbered Minor Planets (10001)-(15000) （页面存档备份，存于） – Minor Planet Center
- 小行星801 at AstDyS-2, Asteroids—Dynamic Site
  - Ephemeris · Observation prediction · Orbital info · Proper elements · Observational info
- NASA JPL小天體瀏覽器上的小行星801

| 前一小行星： 小行星800 | 小行星列表 | 後一小行星： 小行星802 |